# Campeonato Nacional de Rodeo de 1994
El Campeonato Nacional de Rodeo de 1994 fue la 46° edición del campeonato más importante del rodeo chileno. Se desarrolló desde el 25 al 27 de marzo de 1994 en la medialuna de la histórica ciudad de Rancagua, siendo transmitido a todo el país por las pantallas de Megavisión.
Los rodeos clasificatorios para acceder al campeonato nacional se disputaron en las medialunas de Temuco (clasificatorio sur), San Fernando (clasificatorio norte) y Los Andes (repechaje).
Los jinetes del Criadero Santa Isabel Juan Carlos Loaiza y Eduardo Tamayo fueron los campeones sobre los lomos de "Esbelta" y "Escandaloza", alcanzando un total de 35 puntos en la Serie de Campeones.
El segundo lugar fue para Genaro Ayala y Christian Pooley en "Paipote" y "Satanás", Pooley apenas tenía 16 años. Finalmente el tercer lugar fue para los también jinetes del Santa Isabel, Ricardo de la Fuente y "Lalo" Tamayo, quienes montaron a Escorpión y Río Negro, marcando 32 puntos.
Este campeonato significó el primer título del Criadero Santa Isabel, su mejor actuación había sido el segundo lugar que obtuvo Tamayo junto con Ricardo de la Fuente en 1991. Además fue el tercer título para Juan Carlos Loaiza (anteriormente había campeonado en 1987 y 1988), mientras que para Eduardo Tamayo fue su segundo título personal, después de haber campeonado en 1977 junto con Samuel Parot.
Ramón Sandoval ganó la tradicional prueba del movimiento de la rienda montando a "Peón" con 59 puntos. El "sello de raza" fue para el ejemplar "Aguatero".

## Resultados

### Serie de campeones
| Cuarto Animal 1994 | Cuarto Animal 1994                    | Cuarto Animal 1994         | Cuarto Animal 1994 | Cuarto Animal 1994 |
| ------------------ | ------------------------------------- | -------------------------- | ------------------ | ------------------ |
| Lugar              | Jinetes                               | Caballos                   | Asociación         | Puntaje            |
| 1.º                | Juan Carlos Loaiza y Eduardo Tamayo   | "Esbelta" y "Escandalosa"  | Valdivia           | 35                 |
| 2.º                | Genaro Ayala y Christian Pooley       | "Paipote" y "Satanás"      | Cautín             | 33                 |
| 3.º                | Ricardo de la Fuente y Eduardo Tamayo | "Escorpión" y "Río Negro"  | Valdivia           | 32                 |
| 4.º                | Juan Lama y Mario Tamayo              | "Puntillano" y "Espinillo" | Ñuble y Cauquenes  | 29                 |
| 5.º                | José Astaburuaga y Gonzalo Urrutia    | "Canteado" y "Pretal"      | Melipilla          | 29                 |
| 6.º                | Juan Carlos Loaiza y Eduardo Tamayo   | "Escogido" y "Lolero"      | Valdivia           | 26                 |
| 7.º                | Juan Cardemil y Alfonso Navarro       | "Cachada" y "Trenzado"     | Curicó             | 25                 |

### Serie Mixta-Criaderos
- 1.º Lugar: Jaime Fuentes y Mauricio Toloza en "Campera" y "Peor es Ná" (Talca), 28 puntos.[7]
- 2.º Lugar: Galo Bustos y Juan Mundaca en "Bandurria" y "Caminante" (Ñuble), 28 puntos.
- 3.º Lugar: Mario Tamayo y Pedro Molina en "Plebiscito" y "Trehuaco" (Cauquenes), 26 puntos.

### Serie Caballos
- 1.º Lugar: Juan Carlos Loaiza y Eduardo Tamayo en "Escogido" y "Lolero" (Valdivia), 31 puntos.[8]
- 2.º Lugar: Genaro Araya y Christian Pooley en "Paipote" y "Satanás" (Cautín), 31 puntos.
- 3.º Lugar: Luis de la Jara y José de la Jara en "Arrebato" y "Ripio" (Maipo), 27 puntos.

### Serie Yeguas
- 1.º Lugar: Juan Carlos Loaiza y Eduardo Tamayo en "Esbelta" y "Escandalosa" (Valdivia), 30 puntos.[9]
- 2.º Lugar: Claudio Burgos y Nibaldo López en "Negra Linda" y "Bochinchera" (Ñuble), 27 puntos.
- 3.º Lugar: Juan Carlos Loaiza y Eduardo Tamayo en "Es Cosa" y "Estribera" (Valdivia), 23 puntos.

### Serie Potros
- 1.º Lugar: Alfonso Navarro y Juan Cardemil en "Cadejo" y "Filtrado" (Curicó), 32 puntos.[10]
- 2.º Lugar: César López y Guillermo Mondaca en "Rotoso" y "Siempre Alegre" (Osorno), 32 puntos.
- 3.º Lugar: César Núñez y Guillermo Barra en "Carajo" y "Satanás" (Curicó), 29 puntos.

### Primera Serie Libre A
- 1.º Lugar: Patricio Fresno y Patricio Palma en "Regocijo" y "Escorial" (O'Higgins), 26 puntos.[11]
- 2.º Lugar: José Reyes y Alejandro Loaiza en "Remendado" y "Budi" (Biobío), 24 puntos.
- 3.º Lugar: Alfredo Gazaue y Lino Barbieri en "Indio" y "Taitonto" (Malleco), 23 puntos.
- 4.º Lugar: Juan Cardemil y Alfonso Navarro en "Cachada" y "Trenzado" (Curicó), 23 puntos.
- 5.º Lugar: Mauricio Ordóñez y Manuel Catalán en "Picarillo" y "Descanso" (Maipo), 23 puntos.

### Primera Serie Libre B
- 1.º Lugar: Fernando Navarro y Alfonso Navarro en "Villano" y "Jaleo" (Curicó), 25 puntos.[12]
- 2.º Lugar: Eduardo Gaedicke y Rosamel Zúñiga en "Chupilca" y "Gamuza" (Llanquihue-Chiloé), 25 puntos.
- 3.º Lugar: Jack Muñoz y Pedro Galaz en "Cabo de Hornos" y "Chaco" (Curicó), 24 puntos.
- 4.º Lugar: Eduardo Tamayo y Ricardo de la Fuente en "Escorpión" y "Río Negro" (Valdivia), 23 puntos.
- 5.º Lugar: José Quera y Juan Cardemil en "Ilusión" y "Espiga" (Curicó), 22 puntos.

### Segunda Serie Libre A
- 1.º Lugar: Regalado Bustamante y Vicente Yáñez en "Estribillo II" y "Esparramo" (O'Higgins), 34 puntos.[13]
- 2.º Lugar: Gabriel Orphanopoulos y Mariano Torres en "Piguchén" y "Salteo" (Linares), 34 puntos.
- 3.º Lugar: Hernán Monsalve y Francisco Navarro en "Entorchada" y "Ventarrón" (Osorno), 29 puntos.
- 4.º Lugar: Pedro Galaz y Jack Muñoz en "Promedio" y "Atardecer" (Curicó), 25 puntos.

### Segunda Serie Libre B
- 1.º Lugar: José Astaburuaga y Gonzalo Urrutia en "Canteado" y "Pretal" (Melipilla), 36 puntos.[14]
- 2.º Lugar: Gabriel Orphanopoulos y Mariano Torres en "Pucará" y "Enano Maldito" (Linares), 32 puntos.
- 3.º Lugar: Felipe Jiménez y Mariano Torres en "Pestillo" y "Despunte" (O'Higgins y Linares), 27 puntos.
- 4.º Lugar: Alejandro Alvariño y Héctor Navarro en "Estampa" y "Estela" (Osorno), 26 puntos.

### Tercera Serie Libre A
- 1.º Lugar: Juan Lama y Mario Tamayo en "Puntillano" y "Espinillo" (Ñuble y Cauquenes), 33 puntos.[15]
- 2.º Lugar: Luis de la Jara y José de la Jara en "Ensueño" y "Estribo" (Maipo), 26 puntos.
- 3.º Lugar: Óscar Bustamante y Leonardo García en "Asustado" y "Estandarte" (Cautín), 24 puntos.

### Tercera Serie Libre B
- 1.º Lugar: Luis Pérez y Luis Morales en "Aguada" y "Escabechada" (Osorno), 28 puntos.[16]
- 2.º Lugar: Luis Pérez y Luis Ellwanger en "Aguatero" y "Esquinero" (Osorno), 25 puntos.
- 3.º Lugar: Pedro Vergara y Vicente Yáñez en "Don Cucho" y "Remiendo" (O'Higgins), 25 puntos.

## Clasificatorios
- Temuco: Juan Carlos Loaiza y Eduardo Tamayo en "Es Cosa" y "Estribera" (Valdivia), 32 puntos.[17]
- San Fernando: Adán Urbano y Carlos Salamé en "Escabullido" y "Campera" (Atacama), 38 puntos.[18]
- Los Andes: César López y Guillermo Mondaca en "Rotoso" y "Siempre Alegre" (Osorno), 30 puntos.[19]

## Cuadro de honor temporada 1993-1994

### Jinetes
- 1.º Eduardo Tamayo[20]
- 2.º Juan Carlos Loaiza
- 3.º José Astaburuaga
- 4.º Genaro Ayala
- 5.º Ricardo de la Fuente
- 6.º Christian Pooley
- 7.º Alfonso Navarro
- 8.º Mario Tamayo
- 9.º Juan Pablo Cardemil
- 10.º Vicente Yáñez

### Caballos
- 1.º Satanás
- 2.º Paipote
- 3.º Lolero
- 4.º Espinillo
- 5.º Escogido
- 6.º Puntillano
- 7.º Piguchén
- 8.º Salteo
- 9.º Ripio
- 10.º Cabo de Hornos

### Yeguas
- 1.º Esbelta
- 2.º Escandalosa
- 3.º Campera
- 4.º Estribera
- 5.º Es Cosa
- 6.º Cachada
- 7.º Chupilca
- 8.º Negra Linda
- 9.º Estampa
- 10.º Bochinchera

### Potros
- 1.º Escorpión
- 2.º Canteado
- 3.º Trenzado
- 4.º Carajo
- 5.º Indio
- 6.º Río Negro
- 7.º Cadejo
- 8.º Estandarte
- 9.º Siempre Alegre
- 10.º Satanás